# Aminata Diadhiou
Aminata Diadhiou Sow (* 2. November 1987 in Dakar) ist eine senegalesische Fußballspielerin. 

## Karriere

### Verein
Diadhiou startete ihre Karriere mit Dakar SC. 2008 wechselte sie nach Frankreich zum Racing Club Saint-Denis in die DHR Paris Ile-de-France. Nachdem sie sich in der Saison 2008/09 zum Leistungsträger bei RC St. Denis entwickelte, unterschrieb sie in der Division 2 für Football féminin Issy-les-Moulineaux.

### Nationalmannschaft
Die Mittelfeldspielerin gehört zum Kader der Senegalesische Fußballnationalmannschaft der Frauen.